# Lutz Seiler

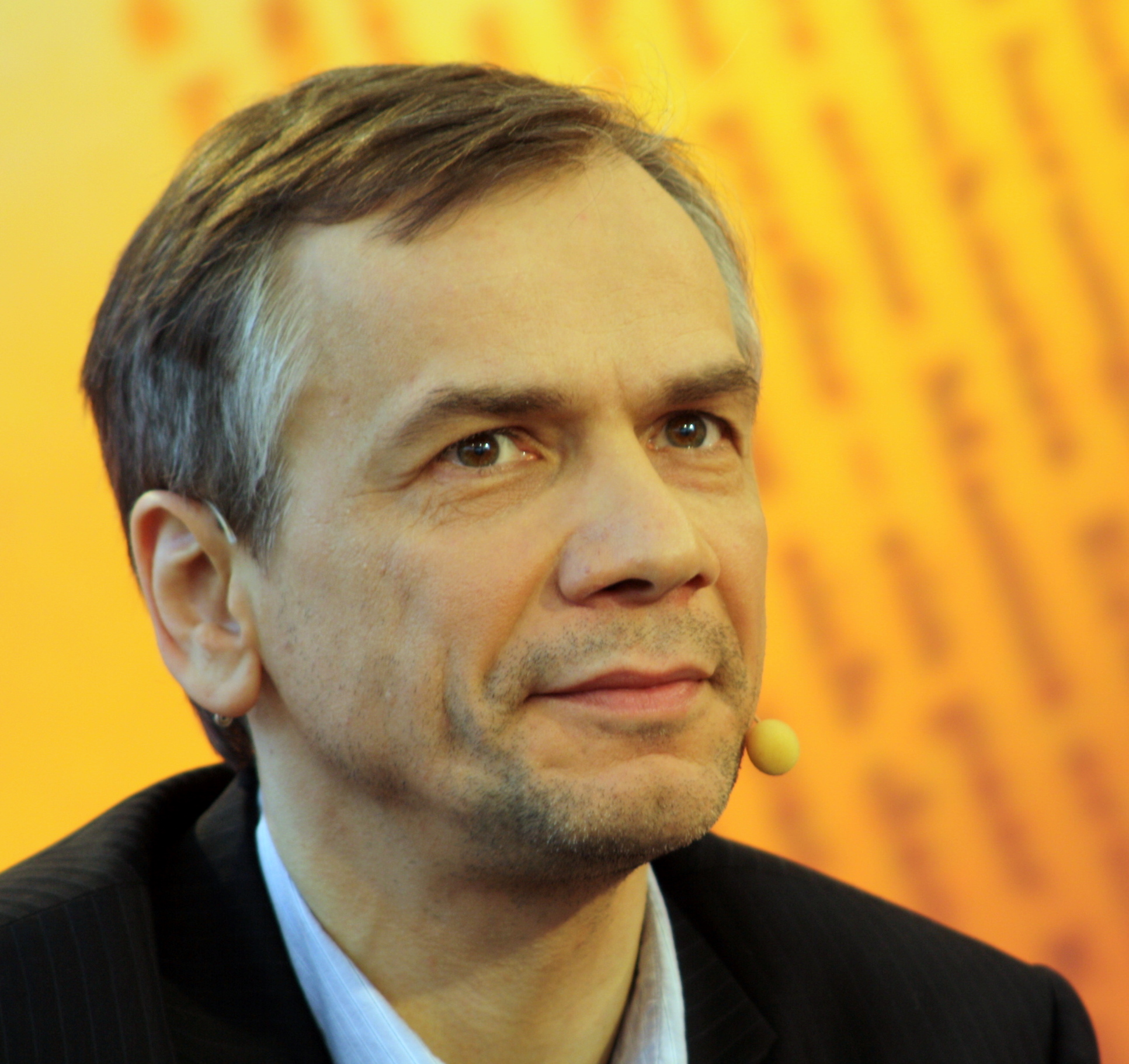
Lutz Seiler

Lutz Seiler, född 8 juni 1963 i Gera i Östtyskland, är en tysk författare och poet.
Seiler växte upp i Gera-Langenberg i Thüringen. Efter att ha utbildat sig till byggnadsarbetare arbetade han som murare och snickare. Under sin militärtjänstgöring i Nationale Volksarmee började han intressera sig för litteratur och skriva dikter. Fram till 1990 studerade han germanistik vid universitetet i Halle (Saale) och i Berlin. Mellan åren 1993 och 1998 var han en av redaktörerna för litteraturtidskriften Moosbrand.
Sedan 1997 arrangerar han de litterära evenemangen i Peter Huchel-Haus i Wilhelmhorst utanför Berlin, där han också är bosatt. Han innehar flera medlemskap, däribland i PEN-Zentrum Deutschlands, Akademie der Wissenschaften und der Literatur i Mainz och Bayerische Akademie der Schönen Künste. Sedan 2011 är han också medlem i Tyska akademien, Deutsche Akademie für Sprache und Dichtung.
2007 erhöll Seiler Ingeborg Bachmannpriset för sin novell Turksib. Novellsamlingen Die Zeitwaage nominerades 2010 till Leipzigbokmässans pris. Utöver noveller har Seiler främst publicerat dikter och essäer. På svenska finns han representerad i Artes, 4, 2003 med essän "Heimaten", ett antal dikter ur diktsamlingen vierzig kilometer nachtoch med essän "Åkallan" i antologin Tyskland berättar. Den mindre halvan av världen; sjutton noveller samt novellen "Tidsvågen" i tidskriften Ord&Bild, 1-2, 2010. 
Hans första roman, Kruso, utkom i september 2014 på Suhrkamp Verlag. Redan i juli 2014 tilldelades han Uwe-Johnson-Preis för denna då ännu inte utgivna roman. I oktober samma år erhöll han Tyska bokpriset för romanen. Flera verk av Seiler finns översatta till svenska.

## Verk
- Berührt – geführt. Gedichte, Chemnitz 1995.
- pech & blende. Gedichte, Suhrkamp Verlag, Frankfurt am Main 2000.
  -  På fältlatin: dikter i urval. (Poesis). Översättning: Ludvig Berggren. Faethon. 2016. Libris 19665955. ISBN 9789198275988
- Heimaten (mit Anne Duden und Farhad Showghi), Göttingen 2001.
- Hubertusweg. Drei Gedichte, Warmbronn 2001.
- vierzig kilometer nacht. Gedichte, Suhrkamp Verlag, Frankfurt am Main 2003.
  -  På fältlatin: dikter i urval. (Poesis). Översättning: Ludvig Berggren. Faethon. 2016. Libris 19665955. ISBN 9789198275988
- Sonntags dachte ich an Gott. Aufsätze, Suhrkamp Verlag, Frankfurt am Main 2004.
- Die Anrufung. Essay und vier Gedichte, Warmbronn 2005.
- Turksib. Zwei Erzählungen, Suhrkamp Verlag, Frankfurt am Main 2008.
- Die Zeitwaage. Erzählungen, Suhrkamp Verlag, Frankfurt am Main 2009. ISBN 978-3-518-42115-4
- im felderlatein. Gedichte, Suhrkamp Verlag, Berlin 2010. ISBN 978-3-518-42169-7
  -  På fältlatin: dikter i urval. (Poesis). Översättning: Ludvig Berggren. Faethon. 2016. Libris 19665955. ISBN 9789198275988
- Kruso. Roman, Suhrkamp Verlag, Berlin 2014.
  -  Kruso. Översättning: Aimée Delblanc. Norstedts. 2016. Libris 19404436. ISBN 9789113068121
- Am Kap des guten Abends. Acht Bildgeschichten, Insel Verlag, Berlin 2018.
- Stern 111. Roman, Suhrkamp Verlag, Berlin 2020.
  -  Stjärna 111. Översättning: Aimée Delblanc. Norstedts. 2022. Libris jzvm70l4g4cdz7dt. ISBN 9789113111841
- schrift für blinde riesen, Gedichte, Suhrkamp Verlag, Berlin 2021.
  -  Skrift för blinda jättar. Gröna serien. Översättning: Ludvig Berggren. Bokförlaget Edda. 2022. Libris vb22xbpps849655x. ISBN 9789187932366

## Priser och utmärkelser
- 2002 – Anna Segherspriset
- 2007 – Ingeborg Bachmannpriset
- 2014 – Deutscher Buchpreis
- 2023 – Georg Büchnerpriset
- 2023 – Bertolt-Brechtpriset